# كيفن كار
كيفن كار (بالإنجليزية: Kevin Carr)‏ (6 نوفمبر 1958 في المملكة المتحدة - ) هو لاعب كرة قدم بريطاني في مركز حراسة المرمى. لعب مع نادي بيرنلي ونادي كارلايل يونايتد ونادي هارتلبول يونايتد ونيوكاسل يونايتد ونادي بليث سبارتانز ودارلينجتون إف سى.

## وصلات خارجية
- كيفن كار على موقع قاعدة بيانات كرة القدم.إي يو (الإنجليزية)